# Iris masia
Iris masia är en irisväxtart som beskrevs av William Rickatson Dykes. Iris masia ingår i släktet irisar, och familjen irisväxter. Inga underarter finns listade i Catalogue of Life.